# 太郎丸博
太郎丸 博（たろうまる ひろし、1968年 - ）は、日本の社会学者。京都大学大学院文学研究科教授。専攻は社会階層論、社会学方法論、数理社会学、科学社会学。学位は博士（文学）（京都大学・2017年）。

## 経歴
福岡県生まれ。福岡県立福岡高等学校を経て、大阪大学人間科学部卒業。大阪大学大学院人間科学研究科博士課程中退。学部では直井優の下で計量社会学を学び、院では数理社会学を修めた。2017年、学位論文『非正規雇用の増加原因に関する諸仮説の検討』で京都大学より博士（文学）の学位を取得。
日本学術振興会特別研究員（DC1）、大阪大学人間科学部助手、光華女子大学文学部講師を経て、2003年、大阪大学大学院人間科学研究科助教授。2007年、同准教授。
2009年、京都大学大学院文学研究科准教授。2014年、社会調査協会優秀研究活動賞受賞。2015年、日本学術振興会科研費「有意義な審査意見を付していただいた審査委員」表彰。2017年、同教授。

## 日本の社会学への批判
2009年に大阪大学から京都大学に移籍する際に「阪大を去るにあたって: 社会学の危機と希望」という記事を自身のブログに掲載し、日本の社会学を批判した。同ブログでは、「日本の社会学の特徴は、アカデミズムの軽視だと思います」「学会発表もせず、学会誌に論文を投稿もせず、それでも社会学者づらして本を出版したり、さまざまなメディアで発言することができるのが、日本社会学の実情です」などと述べている。

## 著書

### 単著
- 『人文・社会科学のためのカテゴリカル・データ解析入門』（ナカニシヤ出版、2005年）
- 『若年非正規雇用の社会学 階層・ジェンダー・グローバル化』（大阪大学出版会〈大阪大学新世紀レクチャー〉、2009年）

### 編著
- 『フリーターとニートの社会学』（世界思想社、2006年）
- 『東アジアの労働市場と社会階層 変容する親密圏』（京都大学学術出版会、2014年）
- 『後期近代と価値意識の変容：日本人の意識 1973-2008』（東京大学出版会、2016年）

### 論文
- Cinii